# Anneken Kari Sperr
Anneken Kari Sperr (* 1974) ist eine deutsche Juristin.

## Leben
Von 1995 bis 2001 studierte sie Rechtswissenschaften, Politikwissenschaften und Skandinavistik in Bergen, Greifswald und Kopenhagen. Sie legte 2002 die erste Staatsprüfung in Greifswald ab, 2006 den Dr. jur. an der Universität Greifswald und 2008 die zweite Staatsprüfung in Hamburg. Seit 2015 ist sie Professorin, Rechtswissenschaftliche Fakultät, der Universität Bergen.
Ihre Forschungsschwerpunkte sind nationales und europäisches Verwaltungsrecht, Familienrecht und Internationales Privatrecht, Rechtsvergleichung (privates und öffentliches Recht inklusive Prozessrecht).

## Schriften (Auswahl)
- Verwaltungsrechtsschutz in Deutschland und Norwegen. Eine vergleichende Studie zur gerichtlichen Kontrolle von Verwaltungsentscheidungen. Baden-Baden 2009, ISBN 978-3-8329-4259-5.